# Sangay
Le Sangay est un stratovolcan d'Équateur culminant à 5 260 mètres d'altitude, de type strombolien. Il se situe à environ 200 kilomètres au sud de Quito. Recouvert de neige, il a été en éruption constante de 1934 à 2013.